# Fromis 9
Fromis 9 (hangeul: 프로미스나인 ou 프로미스 9), stylisé comme fromis_9, est un girl group sud-coréen formé par CJ ENM à travers l'émission de téléréalité 2017 Idol School . Le groupe est composé de huit membres : Roh Ji-sun, Song Ha-young, Lee Sae-rom, Lee Chae-young, Lee Na-gyung, Park Ji-won, Lee Seo-yeon, Baek Ji-heon. Le 28 juillet 2022, Jang Gyu-ri quitte le groupe en raison de l'expiration de son contrat.
Le groupe a fait ses débuts le 24 janvier 2018 sous Stone Music Entertainment avec le mini-album, To. Heart. En septembre 2018, il a été confirmé que Fromis 9 serait géré par Off the Record Entertainment, un nouveau label créé par Stone Music. Dans le cadre de leur management, Pledis Entertainment était chargé de la direction créative et de la production de la musique du groupe.
Le groupe était co-géré par Off the Record et Stone Music. À compter du 16 août 2021, dans le cadre de la réorganisation du label Off the Record Entertainment, Pledis Entertainment devient le label de gestion du groupe. Cependant, le 29 novembre 2024, il a été annoncé que les contrats exclusifs des membres de Fromis 9 prendraient fin le 31 décembre 2024, marquant la fin de leur collaboration avec Pledis Entertainment.
En janvier 2025, cinq des huit membres restantes de fromis_9 ont décidé de signer avec le nouveau label ASND. Les membres Lee Sae-rom, Lee Seo-yeon, et Roh Ji-sun ont choisi de quitter le groupe et d'emprunter des chemins différents.

## Nom
Le nom du groupe Fromis a été suggéré par les internautes via le site officiel de Idol School et choisi par CJ ENM, avec décrit comme « From Idol School » et « Promis » en prononciation coréenne, signifiant également « tenir sa promesse [aux téléspectateurs] d'être le meilleur girl group". A travers l'annonce de leurs comptes SNS par leur agence, le groupe a décidé d'ajouter 9 à leur nom pour être fromis_9,.

## Histoire

### Pré-début: Formation à traversIdol SchooletGlass Shoes
En mars 2017, il a été annoncé que Mnet, la même chaîne responsable de plusieurs émissions de survie notables, dont Sixteen et Produce 101, lancerait une nouvelle émission de téléréalité de survie intitulée Idol School pour former un nouveau girl group. L'émission a débuté le 13 juillet et s'est terminée le 29 septembre 2017 avec Roh Ji-sun, Song Ha-young, Lee Sae-rom, Lee Chae-young, Lee Na-gyung, Park Ji-won, Lee Seo-yeon, Baek Ji-heon et Jang Gyu-ri comme les neuf membres de Fromis. La composition finale a été décidée uniquement par les votes en direct et en ligne des téléspectateurs,,. Pledis Entertainment, dirigé par le PDG Han Sung-soo, a géré la formation et les débuts du groupe.
L'émission de téléréalité Fromis' Room sur la poursuite du chemin vers les débuts de Fromis a commencé le 19 octobre. Le nom du groupe a ensuite été changé en Fromis 9 à la suite du dernier épisode de Fromis' Room le 23 novembre, le « 9 » signifiant les neuf étudiants diplômés de l' Idol School.
Le 29 novembre, Fromis 9 a interprété son premier single intitulé "Glass Shoes" aux Mnet Asian Music Awards 2017 au Japon. La chanson est sortie en tant que single numérique le lendemain,. Elles ont également interprété la chanson le 15 décembre au Music Bank, marquant la toute première apparition du groupe dans une émission musicale.

### 2018: Débuts avecTo. Heart,To. DayetFrom.9
Le 8 janvier 2018, il a été annoncé que Fromis 9 ferait officiellement ses débuts avec leur premier extended play intitulé To. Heart,,. L'album, avec son premier single, "To Heart", est sorti le 24 janvier. To. Heart a fait ses débuts au numéro 4 du Gaon Album Chart publié le 27 janvier 2018.
Le 10 mai, il a été confirmé que Jang Gyu-ri était entré en tant que candidat à Produce 48. Fromis 9 a continué en tant que groupe de huit membres et a sorti son deuxième EP, To. Day, le 5 juin, sans Jang Gyu-ri en raison de sa participation à l'émission,. Fromis 9 est redevenu un groupe de neuf membres après que Jang Gyu-ri a été éliminée à la 25e place lors de la 3e élimination.
À partir du 21 septembre, Fromis 9 fut gérée par Off The Record Entertainment, une nouvelle agence créée exclusivement pour Fromis 9 et le groupe féminin sud-coréen-japonais Iz*One.
Le groupe a sorti un album single spécial intitulé From.9 le 10 octobre avec la chanson titre, "Love Bomb". C'était le premier retour avec toutes les membres après le retour de Jang Gyu-ri,.
Le 15 octobre, les membres de Fromis 9 font leurs débuts en tant qu'actrices dans une web-série, Welcome to Heal Inn, sur leur page officielle VLive. Cependant, il a été filmé pendant l'absence de Jang Gyu-ri.

### 2019-2020:Fun FactoryetMy Little Society
Le 8 février 2019, une deuxième mini saison de Welcome to Heal Inn a été annoncée pour la saison hivernale, cette fois avec Jang Gyu-ri ajoutée. En mai, Jang Gyu-ri a fait ses débuts en solo dans le web-drama Compulsory Dating Education.
Le 4 juin 2019, Fromis 9 a sorti son premier album single Fun Factory, avec la chanson principale "Fun!". L'album atteint la deuxième place du Gaon Album Chart, un nouveau record pour le groupe.
Le groupe a sorti son troisième EP My Little Society le 16 septembre 2020, comprenant la chanson titre "Feel Good (Secret Code)". Le 10 septembre, Off The Record a confirmé que Lee Seo-yeon ne participerait pas à toutes les promotions pour ce retour en raison d'une récente blessure à la jambe, et le groupe sera promu en tant que huit membres. L'EP a atteint la 3e place au Gaon Album Chart.

### 2021:9 Way Ticket, nouvelle agence etTalk & Talk
Le 17 mai, le groupe a sorti son deuxième album single 9 Way Ticket, avec la chanson principale "We Go".
Le 16 août, il a été annoncé que Fromis 9 avait quitté Off The Record et que Pledis Entertainment reprendrait la direction du groupe.
Le 1er septembre, le groupe sort son nouvel album single spécial Talk & Talk, avec la chanson titre du même nom. Le 7 septembre, le groupe a remporté sa toute première victoire dans une émission musicale dans l'émission The Show de SBS MTV avec "Talk & Talk".

### 2022: Midnight Guest, From Our Memento Box et départ de Jang Gyu-ri
Le 17 janvier 2022, Fromis 9 sort son quatrième EP intitulé Midnight Guest, avec pour chanson-titre "DM".
Le 27 juin 2022, Fromis 9 sort son cinquième EP intitulé From Our Memento Box, avec pour chanson principale "Stay This Way"
Le 28 Juillet 2022, Pledis Entertainment annonce que la membre Jang Gyu-ri quittera le groupe à la suite de l'expiration de son contrat.
Le 28 octobre 2022, il a été annoncé que Saerom et Seoyeon prendraient une pause à cause de soucis de santé.

### 2023-présent: Unlock My World, Love Me Back et fin de contrat avec Pledis
Le 15 mai 2023, Pledis Entertainment annonce que Fromis 9 sortira leur premier album studio intitulé Unlock My World le 5 juin.
Le 11 octobre 2023, le groupe sort le single "Love Me Back" qui fait partie de la bande originale du webtoon de Naver intitulé Operation: True Love.
Le 29 novembre 2024, Pledis Entertainment a annoncé que les contrats exclusifs avec Fromis 9 prendront officiellement fin le 31 décembre 2024, après des discussions approfondies concernant l'avenir du groupe. En guise d'adieu à leurs fans, le groupe sortira une chanson le 23 décembre avant de conclure leurs activités.

## Membres
| Nom            | Nom    | Date de naissance | Nationalité  | Positions                                         |
| Romanisé       | Coréen | Date de naissance | Nationalité  | Positions                                         |
| -------------- | ------ | ----------------- | ------------ | ------------------------------------------------- |
| Song Ha-young  | 송하영 | 29 septembre 1997 | Sud-coréenne | leader, chanteuse principale, danseuse principale |
| Park Ji-won    | 박지원 | 20 mars 1998      | Sud-coréenne | chanteuse principale                              |
| Lee Chae-young | 이채영 | 14 mai 2000       | Sud-coréenne | danseuse principale rappeuse chanteuse            |
| Lee Na-gyung   | 이나경 | 1er juin 2000     | Sud-coréenne | danseuse chanteuse, rappeuse visuel               |
| Baek Ji-heon   | 백지헌 | 17 avril 2003     | Sud-coréenne | chanteuse, rappeuse, maknae                       |

### Anciennes membres
| Nom de naissance | Nom de naissance | Date de naissance | Nationalité  | Position                                 | Date de départ   |
| Romanisé         | Coréen           | Date de naissance | Nationalité  | Position                                 | Date de départ   |
| ---------------- | ---------------- | ----------------- | ------------ | ---------------------------------------- | ---------------- |
| Jang Gyu-ri      | 장규리           | 27 décembre 1997  | Sud-coréenne | chanteuse secondaire                     | 28 juillet 2022  |
| Lee Sae-rom      | 이새롬           | 7 janvier 1997    | Sud-coréenne | leader, danseuse, chanteuse, rappeuse    | 31 décembre 2024 |
| Roh Ji-sun       | 노지선           | 23 novembre 1998  | Sud-coréenne | danseuse, chanteuse, centre              | 31 décembre 2024 |
| Lee Seo-yeon     | 이서연           | 22 janvier 2000   | Sud-coréenne | danseuse principale, chanteuse, rappeuse | 31 décembre 2024 |

## Discographie

### Album studio
| Année | Titre           | Détails                                                      | Classements | Classements | Ventes                                         |
| Année | Titre           | Détails                                                      | COR         | JAP         | Ventes                                         |
| ----- | --------------- | ------------------------------------------------------------ | ----------- | ----------- | ---------------------------------------------- |
| 2023  | Unlock My World | - Date de sortie : 5 juin 2023 - Label: Pledis Entertainment | 5           | 9           | - COR : plus de 190 000 - JAP : plus de 10 000 |

### Mini-albums (EP)
| Année | Titre                | Détails                                                                     | Classements | Classements | Ventes                                 |
| Année | Titre                | Détails                                                                     | COR         | JAP         | Ventes                                 |
| ----- | -------------------- | --------------------------------------------------------------------------- | ----------- | ----------- | -------------------------------------- |
| 2018  | To. Heart            | - Date de sortie : 24 janvier 2018 - Label: Stone Music Entertainment       | 4           | —           | - COR : plus de 20 000                 |
| 2018  | To. Day              | - Date de sortie : 5 juin 2018 - Label: Stone Music Entertainment           | 4           | —           | - COR : plus de 18 000                 |
| 2020  | My Little Society    | - Date de sortie : 16 septembre 2020 - Label : Off The Record Entertainment | 3           | 12          | - COR : plus de 55 200                 |
| 2022  | Midnight Guest       | - Date de sortie : 17 janvier 2022 - Label : Pledis Entertainment           | 2           | 4           | - COR : plus de 147 000 - JAP : 12,170 |
| 2022  | From Our Memento Box | - Date de sortie : 27 juin 2022 - Label : Pledis Entertainment              | 1           | 8           | - COR : plus de 192 000 - JAP : 12,170 |

### Single albums
| Année | Titre        | Détails                                                                   | Classement | Ventes                                            |
| Année | Titre        | Détails                                                                   | COR        | Ventes                                            |
| ----- | ------------ | ------------------------------------------------------------------------- | ---------- | ------------------------------------------------- |
| 2018  | From.9       | - Date de sortie : 10 octobre 2018 - Label : Off The Record Entertainment | 3          | - COR : plus de 35 900                            |
| 2019  | Fun Factory  | - Date de sortie : 4 juin 2019 - Label : Off The Record Entertainment     | 2          | - COR : plus de 61 600                            |
| 2021  | 9 Way Ticket | - Date de sortie : 17 mai 2021 - Label : Off The Record Entertainment     | 4          | - COR : plus de 62 500                            |
| 2021  | Talk & Talk  | - Date de sortie : 1er septembre 2021 - Label : Pledis Entertainment      | 9          | - COR : plus de 23 000 (version physique limitée) |
| 2024  | Supersonic   | - Date de sortie : 12 août 2024 - Label : Pledis Entertainment            | 1          | - COR : plus de 138 000                           |

### Singles
| Année                                                            | Titre                   | Meilleures positions | Meilleures positions | Album                |
| Année                                                            | Titre                   | COR                  | USA World            | Album                |
| ---------------------------------------------------------------- | ----------------------- | -------------------- | -------------------- | -------------------- |
| 2017                                                             | Glass Shoes (유리구두)  | —                    | —                    | Hors album           |
| 2018                                                             | To Heart                | —                    | —                    | To. Heart            |
| 2018                                                             | DKDK (두근두근)         | —                    | —                    | To. Day              |
| 2018                                                             | Love Bomb               | —                    | 22                   | From.9               |
| 2019                                                             | Fun!                    | —                    | —                    | Fun Factory          |
| 2020                                                             | Feel Good (Secret Code) | —                    | —                    | My Little Society    |
| 2021                                                             | We Go                   | 106                  | 14                   | 9 Way Ticket         |
| 2021                                                             | Talk & Talk             | 97                   | —                    | Talk & Talk          |
| 2022                                                             | DM                      | 57                   | —                    | Midnight Guest       |
| 2022                                                             | Stay This Way           | 14                   | —                    | From Our Memento Box |
| 2023                                                             | #menow                  | 13                   | —                    | Unlock My World      |
| 2024                                                             | Supersonic              | 2                    | —                    | Supersonic           |
| 2024                                                             | From                    | 198                  | —                    | Hors album           |
| "—" signifie que le titre ne s'est pas classé dans cette région. |                         |                      |                      |                      |

### Bandes-sons
| Titre                                      | Année | Album                                                |
| ------------------------------------------ | ----- | ---------------------------------------------------- |
| "All Together Cha Cha Cha" (다함께 차차차) | 2019  | Immortal Songs: Singing the Legend (Kim Byeong Geol) |
| "Stay Alive"                               | 2022  | Crazy Love OST Part 2                                |
| "Love Me Back"                             | 2023  | Operation: True Love OST                             |

## Filmographie

### Shows TV
- 2017 : Idol School
- 2017 : Fromis’ Room
- 2017 : Fromis 9 TV Behind
- 2017 : Mind Map
- 2018 : The 100
- 2018－2021 : Channel_9
- 2020 : Channel_9 In The house

### Web-dramas
- 2018 : Welcome to Heal Inn
- 2019 : We See Winter

## Récompenses et nominations
| Cérémonie                      | Année | Catégorie                                | Travail nommé | Résultat   | Réf.   |
| ------------------------------ | ----- | ---------------------------------------- | ------------- | ---------- | ------ |
| Asia Artist Awards             | 2018  | Most Popular Artists (Singer) – Top 50   | Fromis 9      | Nomination | [ 63 ] |
| Asia Artist Awards             | 2018  | Rising Award                             | Fromis 9      | Lauréat    |        |
| Asia Artist Awards             | 2019  | Most Popular Artists (Singer) – Top 50   | Fromis 9      | Lauréat    |        |
| Asia Artist Awards             | 2019  | Starnews Popularity Award (Female Group) | Fromis 9      | Nomination |        |
| Asia Artist Awards             | 2021  | Female Idol Group Popularity Award       | Fromis 9      | Nomination | [ 64 ] |
| Asia Artist Awards             | 2023  | Popularity Award – Singer (Female)       | Fromis 9      | Nomination | [ 65 ] |
| Asia Model Awards              | 2018  | New Star Award (Singer)                  | Fromis 9      | Lauréat    | [ 66 ] |
| Brand Customer Loyalty Award   | 2021  | Hot Trend Female Idol Group              | Fromis 9      | Lauréat    | [ 67 ] |
| Brand of the Year Awards       | 2021  | Hot Trend Female Idol                    | Fromis 9      | Lauréat    | [ 68 ] |
| Broadcast Advertising Festival | 2023  | CF Star Award                            | Fromis 9      | Lauréat    |        |
| Gaon Chart Music Awards        | 2019  | New Artist of the Year                   | Fromis 9      | Nomination |        |
| Genie Music Awards             | 2018  | Artist of the Year                       | Fromis 9      | Nomination | [ 69 ] |
| Genie Music Awards             | 2018  | Best New Female Artist                   | Fromis 9      | Nomination | [ 69 ] |
| Genie Music Awards             | 2018  | Genie Music Popularity Award             | Fromis 9      | Nomination | [ 69 ] |
| Golden Disc Awards             | 2019  | Rookie of the Year                       | Fromis 9      | Nomination |        |
| Golden Disc Awards             | 2019  | Popularity Award                         | Fromis 9      | Nomination |        |
| Hanteo Music Awards            | 2023  | Post Generation Award                    | Fromis 9      | Lauréat    | [ 70 ] |
| K Global Heart Dream Awards    | 2022  | K Global Best Performance Award          | Fromis 9      | Lauréat    | [ 71 ] |
| K Global Heart Dream Awards    | 2023  | K Global Best Music Video Award          | Fromis 9      | Lauréat    | [ 72 ] |
| Korea Popular Music Awards     | 2018  | Rookie of the Year                       | Fromis 9      | Nomination | [ 73 ] |
| Melon Music Awards             | 2018  | Best New Artist                          | Fromis 9      | Nomination |        |
| Mnet Asian Music Awards        | 2018  | Best New Female Artist                   | Fromis 9      | Nomination |        |
| Mnet Asian Music Awards        | 2021  | Worldwide Fan's Choice Top 10            | Fromis 9      | Nomination | [ 74 ] |
| Seoul Music Awards             | 2019  | New Artist Award                         | Fromis 9      | Nomination |        |
| Seoul Music Awards             | 2019  | Popularity Award                         | Fromis 9      | Nomination |        |
| Seoul Music Awards             | 2019  | Hallyu Special Award                     | Fromis 9      | Nomination |        |
| V Live Awards                  | 2019  | Rookie Top 5                             | Fromis 9      | Lauréat    | [ 75 ] |